# Schloss Sonnewalde

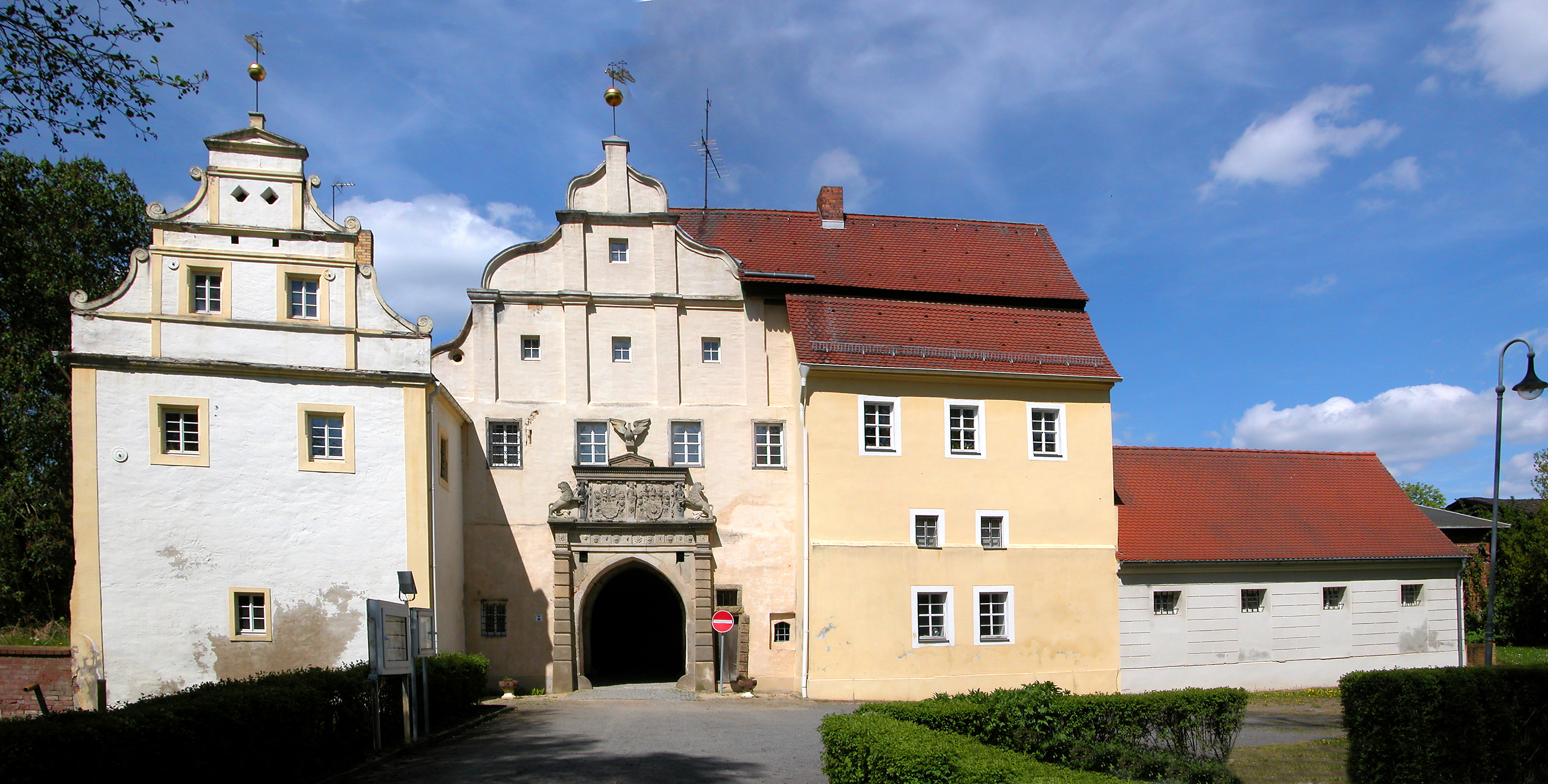
Schloss Sonnewalde. 2015.

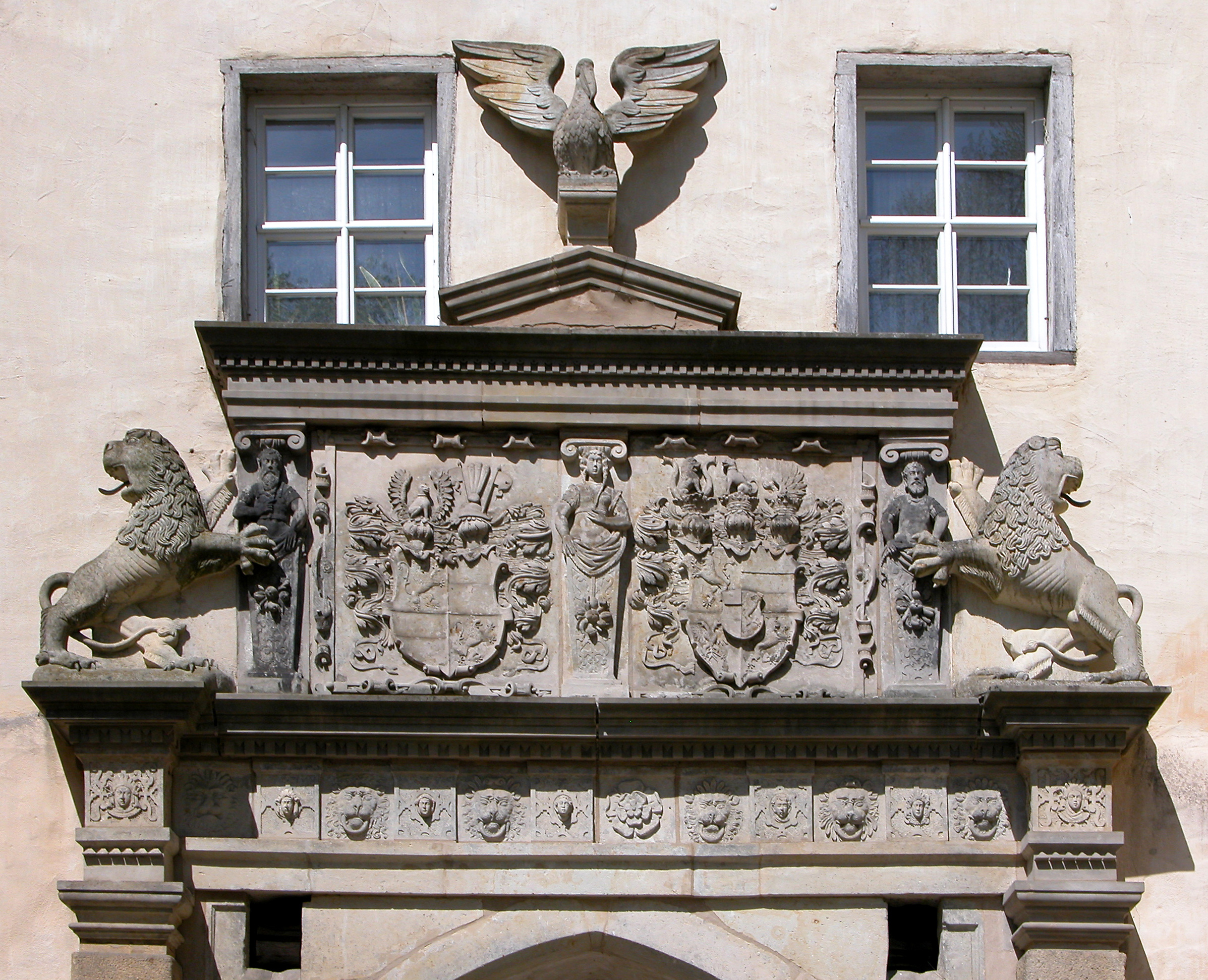
Wappenfedl. 2015.

Das ehemalige Schloss Sonnewalde steht in Sonnewalde, einer Stadt im Landkreis Elbe-Elster in Brandenburg. Es war die Residenz der Standesherrschaft Sonnewalde.

## Beschreibung
Nach einem Brand wurde um 1470/77 von Botho von Ileburg eine Burg neu errichtet, deren Ausbau zum Schloss in der Architektur der Renaissance von 1577 bis 1592 unter den Grafen zu Solms vermutlich nach einem Entwurf von Christof Tendler unter Einbeziehung des spätgotischen Vorläufers erfolgte. Sie war ursprünglich ein von Wassergraben und Mauer mit acht Türmen umgebenes Bauensemble mit vier Gebäudetrakten, von denen der größte Teil 1949 ausbrannte. Erhalten blieben das zweigeschossige, von Nebengebäuden flankierte Torhaus, das mit einem Schweifgiebel bedeckt ist, und der mit Volutengiebeln versehene Anbau im Westen. Über dem als Ädikula mit von Rustikapilastern getragenem Gebälk mit Attika gestalteten Tor befindet sich das mit einem Pelikan bekrönte Allianzwappen derer zu Solms und von Nassau.
Der Herrensitz war Mittelpunkt der Standesherrschaft Sonnewalde. In der Besitzesfolge bilden die Solms die genealogische Familienlinie zu Solms-Sonnenwalde heraus. Um 1929 betrug die Gesamtgröße etwa 5054 ha. Damit gehörte die Begüterung um Schloss Sonnewalde Anfang des 20. Jahrhunderts zu den zwanzig größten Besitzungen in der Provinz Brandenburg.
Als Nebenbesitzungen erwarben und führten die Grafen zu Solms-Sonnenwalde die Güter um Schloss Pouch und Schloss Wurschen.
Das Schloss und der sich daran anschließende Schlosspark kann virtuell mit dem Schlossparkführer Sonnewalde erkundet werden.

## Besitzer (Auswahl)
- Graf Otto zu Solms-Laubach (1550–1612)[3]
- Heinrich Wilhelm von Solms-Laubach (1583–1632), Begründer der (neuen) Familienlinie Solms-Sonnenwalde
- Georg Friedrich Graf Solms-Sonnewalde (1626–1688), Erneuerer des Schlosses Sonnenwalde[4]
- Heinrich Wilhelm Graf von Solms-Sonnenwalde (1668–1718)[5][6]
- Friedrich Eberhard zu Solms-Sonnenwalde (1691–1752), vorm. auf Pouch, ab 1718 Herr zu Sonnenwalde, Konvertit z. kath. Glauben/zum Schuldenabbau veräußerte er Schloss Kropstädt
- Friedrich Joseph (Josef) Graf Solms-Sonnenwalde († 1758), (Sohn d. Vorigen),[7] kgl. poln. u. churfürstl. sächs. Kammerherr[8]
- Wilhelm Christian Graf zu Solms-Sonnenwalde (1755–1799)
- Wilhelm zu Solms-Sonnenwalde (1787–1859)
- Theodor zu Solms-Sonnenwalde (1814–1890)
- Amalie Gräfin zu Solms, geb. Gräfin Schwerin-Wolfshagen (1820–1900), formell Besitzerin 1889/1890,[9] Ehefrau d. Alfred zu Solms-Sonnenwalde
- Peter zu Solms-Sonnenwalde (1840–1922)
- Wilhelm Theodor Friedrich Graf zu Solms-Sonnenwalde (1886–1981)[10]

Zeitweise hielten weitere Familienmitglieder Anteile am Besitz, u. a. der ehemalige Gesandte in St. Petersburg Victor Friedrich Graf Solms-Sonnenwalde (1730–1783), preußischer Oberhofmarschall und Ritter des Hohen Ordens vom Schwarzen Adler. Diplomat war ebenso Eberhard zu Solms-Sonnenwalde.